# Finlandia Trophy de 2011
Finlandia Trophy de 2011 foi a décima sexta edição do Finlandia Trophy, um evento anual de patinação artística no gelo organizado pela Associação Finlandesa de Patinação Artística (em finlandês:  Suomen Taitoluisteluliitto ry). A competição foi disputada entre os dias 6 de outubro e 9 de outubro, na cidade de Vantaa, Finlândia.

## Eventos
- Individual masculino
- Individual feminino
- Dança no gelo

## Medalhistas
| Evento                        | Ouro                               | Prata                                            | Bronze                                      |
| Individual masculino detalhes | Takahito Mura · Japão              | Douglas Razzano · Estados Unidos                 | Maciej Cieplucha · Polônia                  |
| Individual feminino detalhes  | Sofia Biryukova · Rússia           | Jelena Glebova · Estônia                         | Alisa Mikonsaari · Finlândia                |
| Dança no gelo detalhes        | Tessa Virtue · Scott Moir · Canadá | Maia Shibutani · Alex Shibutani · Estados Unidos | Madison Chock · Evan Bates · Estados Unidos |

## Resultados

### Individual masculino
| Pos.              | Nome                 | Nacionalidade  | Pontos | PC         | PL          |
| ----------------- | -------------------- | -------------- | ------ | ---------- | ----------- |
| Medalha de ouro   | Takahito Mura        | Japão          | 189.55 | 67.78 (1)  | 121.77 (4)  |
| Medalha de prata  | Douglas Razzano      | Estados Unidos | 189.43 | 63.00 (5)  | 126.43 (1)  |
| Medalha de bronze | Maciej Cieplucha     | Polônia        | 184.35 | 59.80 (8)  | 124.55 (3)  |
| 4                 | Alexander Majorov    | Suécia         | 183.81 | 64.27 (3)  | 119.54 (5)  |
| 5                 | Adrian Schultheiss   | Suécia         | 182.39 | 56.95 (10) | 125.44 (2)  |
| 6                 | Ivan Tretiakov       | Rússia         | 180.27 | 63.00 (4)  | 117.27 (7)  |
| 7                 | Paul Parkinson       | Itália         | 179.30 | 62.42 (6)  | 116.88 (8)  |
| 8                 | Zhan Bush            | Rússia         | 179.00 | 60.10 (7)  | 118.90 (6)  |
| 9                 | Paolo Bacchini       | Itália         | 173.97 | 65.75 (2)  | 108.22 (11) |
| 10                | Artem Borodulin      | Rússia         | 173.12 | 58.76 (9)  | 114.36 (10) |
| 11                | Akio Sasaki          | Japão          | 167.80 | 52.97 (12) | 114.83 (9)  |
| 12                | Abzal Rakimgaliev    | Cazaquistão    | 160.05 | 55.38 (11) | 104.67 (12) |
| 13                | Julian Lagus         | Finlândia      | 146.36 | 48.57 (13) | 97.79 (13)  |
| 14                | Matthias Verslius    | Finlândia      | 136.05 | 42.45 (17) | 93.60 (14)  |
| 15                | Bela Papp            | Finlândia      | 135.84 | 46.00 (15) | 89.84 (16)  |
| 16                | Ari-Pekka Nurmenkari | Finlândia      | 131.80 | 45.14 (16) | 86.66 (17)  |
| 17                | Vitali Luchanok      | Bielorrússia   | 129.76 | 38.50 (18) | 91.26 (15)  |
| 18                | Valtter Virtanen     | Finlândia      | 125.98 | 47.39 (14) | 78.59 (18)  |

### Individual feminino
| Pos.              | Nome             | Nacionalidade | Pontos | PC         | PL         |
| ----------------- | ---------------- | ------------- | ------ | ---------- | ---------- |
| Medalha de ouro   | Sofia Biryukova  | Rússia        | 159.59 | 58.12 (1)  | 101.47 (1) |
| Medalha de prata  | Jelena Glebova   | Estônia       | 143.74 | 56.52 (2)  | 87.22 (2)  |
| Medalha de bronze | Alisa Mikonsaari | Finlândia     | 125.66 | 44.38 (3)  | 81.28 (3)  |
| 4                 | Beata Papp       | Finlândia     | 121.66 | 41.94 (6)  | 79.72 (4)  |
| 5                 | Minna Parviainen | Finlândia     | 118.36 | 42.56 (5)  | 75.80 (5)  |
| 6                 | Juulia Turkkila  | Finlândia     | 113.66 | 43.08 (4)  | 70.58 (7)  |
| 7                 | Linnea Mellgren  | Suécia        | 112.32 | 40.50 (7)  | 71.82 (6)  |
| 8                 | Yuka Kono        | Japão         | 103.44 | 37.92 (8)  | 65.52 (8)  |
| 9                 | Angelica Olsson  | Suécia        | 100.24 | 36.18 (9)  | 64.06 (9)  |
| 10                | Crystal Kiang    | Taipé Chinesa | 85.92  | 32.24 (10) | 53.68 (10) |

### Dança no gelo
| Pos.              | Nome                                 | Nacionalidade  | Pontos | DC         | DL         |
| ----------------- | ------------------------------------ | -------------- | ------ | ---------- | ---------- |
| Medalha de ouro   | Tessa Virtue / Scott Moir            | Canadá         | 170.33 | 68.74 (1)  | 101.59 (1) |
| Medalha de prata  | Maia Shibutani / Alex Shibutani      | Estados Unidos | 151.08 | 58.45 (2)  | 92.63 (2)  |
| Medalha de bronze | Madison Chock / Evan Bates           | Estados Unidos | 136.88 | 53.91 (3)  | 82.97 (3)  |
| 4                 | Charlene Guignard / Marco Fabbri     | Itália         | 127.64 | 51.05 (4)  | 76.59 (4)  |
| 5                 | Kristina Gorshkova / Vitali Butikov  | Rússia         | 123.69 | 49.68 (5)  | 74.01 (5)  |
| 6                 | Tanja Kolbe / Stefano Caruso         | Alemanha       | 111.91 | 43.71 (6)  | 68.20 (6)  |
| 7                 | Nadezhda Frolenkova / Mikhail Kasalo | Ucrânia        | 103.39 | 38.91 (8)  | 64.48 (7)  |
| 8                 | Olesia Karmi / Max Lindholm          | Finlândia      | 103.24 | 40.31 (7)  | 62.93 (9)  |
| 9                 | Henna Lindholm / Ossi Kanervo        | Finlândia      | 101.54 | 37.22 (9)  | 64.32 (8)  |
| WD                | Kira Geil / Tobias Eisenbauer        | Áustria        | —      | 36.62 (10) | — (WD)     |

## Quadro de medalhas
| Ordem | País           | Medalha de ouro | Medalha de prata | Medalha de bronze |   | Ordem por total |
| ----- | -------------- | --------------- | ---------------- | ----------------- | - | --------------- |
| 1     | Canadá         | 1               |                  |                   | 1 | 2               |
| 1     | Japão          | 1               |                  |                   | 1 | 2               |
| 1     | Rússia         | 1               |                  |                   | 1 | 2               |
| 4     | Estados Unidos |                 | 2                | 1                 | 3 | 1               |
| 5     | Estônia        |                 | 1                |                   | 1 | 2               |
| 6     | Finlândia      |                 |                  | 1                 | 1 | 2               |
| 6     | Polônia        |                 |                  | 1                 | 1 | 2               |
| TOTAL | TOTAL          | 3               | 3                | 3                 | 9 | —               |